# Ільїн Никифор Ілліч
Никифор Ілліч Ільїн (17 лютого 1884, село Теліцино Гдовського повіту Санкт-Петербурзької губернії, тепер Псковської області, Російська Федерація — 1957, місто Москва, Російська Федерація) — радянський партійний діяч, народний комісар робітничо-селянської інспекції Російської РФСР. Член Центральної контрольної комісії ВКП(б) та член Президії ЦКК ВКП(б) у 1923—1934 роках. Член Комісії радянського контролю при РНК СРСР у 1934—1939 роках.

## Життєпис
Народився в селянській родині. У 1895 році закінчив народну початкову школу в селі Полна Гдовського повіту.
З листопада 1898 по березень 1899 року — хлопчик в приватній пекарні міста Нарви. У березні 1899 — лютому 1903 року — покрівельник у різних селах Гдовського повіту. У березні 1903 — березні 1904 року — слюсар на станції Сергієво Балтійської залізниці. У квітні — грудні 1904 року — робітник порту в Кронштадті. У січні 1905 — липні 1906 року — покрівельник у різних селах Гдовського повіту.
У серпні 1906 — червні 1907 року — робітник вагонних майстерень у Санкт-Петербурзі. У липні — листопаді 1907 року — робітник Обухівського машинобудівного заводу в Санкт-Петербурзі. У грудні 1907 — січні 1909 року — робітник Олександрівського вагонобудівного заводу в Санкт-Петербурзі. У 1908 році заарештовувався за революційну діяльність.
У лютому 1909 — квітні 1914 року — слюсар Невського суднобудівного заводу в Санкт-Петербурзі.
Член РСДРП(б) з квітні 1910 року.
У 1911 році закінчив технічні курси при Російському технічному товаристві в Санкт-Петербурзі.
З 1912 по 1917 рік — член нелегального робітничого страхового товариства в Санкт-Петербурзі (Петрограді). У 1913 році заарештовувався за революційну діяльність.
У травні 1914 — листопаді 1917 року — слюсар, член заводського комітету телефонного заводу «Еріксон» у Петрограді.
У 1917 році — член Петроградської ради, гласний Петроградської міської думи.
У листопаді 1917 — вересні 1918 року — заступник голови Петроградської загальноміської каси хворих.
У вересні 1918 — лютому 1919 року — член колегії, завідувач відділення соціального забезпечення Народного комісаріату праці РРФСР.
У березні 1919 — травні 1920 року — член, заступник голови Всеросійської комісії із ремонту залізничного транспорту Вищої ради народного господарства РРФСР.
У червні 1920 — квітні 1923 року — комісар, помічник начальника відділу тяги Народного комісаріату шляхів сполучення РРФСР.
У травні 1923 — жовтні 1925 року — член колегії Народного комісаріату робітничо-селянської інспекції СРСР. Одночасно в 1924—1925 роках — керуючий інспекції транспорту і зв'язку Народного комісаріату робітничо-селянської інспекції СРСР.
30 листопада 1925 — 10 березня 1934 року — народний комісар робітничо-селянської інспекції Російської РФСР.
Одночасно, 1 січня 1926 — 2 грудня 1927 року — кандидат у члени секретаріату Центральної контрольної комісії ВКП(б).
У березні 1934 — квітні 1935 року — уповноважений Комісії радянського контролю при РНК СРСР по Ленінграду і Ленінградській області.
З квітня 1935 року — керівник групи освіти, охорони здоров'я і житлово-комунального господарства Комісії радянського контролю при РНК СРСР. У жовтні 1935 року — тво. керівника групи залізничного і водного транспорту Комісії радянського контролю при РНК СРСР. У липні 1937 року — тво. керівника групи освіти та охорони здоров'я Комісії радянського контролю при РНК СРСР. З серпня 1937 по серпень 1939 року — керівник групи місцевої промисловості, промислової кооперації та житлово-комунального господарства Комісії радянського контролю при РНК СРСР. Одночасно з травня 1938 по серпень 1939 року — член Бюро Комісії радянського контролю при РНК СРСР.
З серпня по вересень 1939 року — на пенсії в Москві.
У вересні 1939 — листопаді 1952 року — завідувач відділу статистики Всесоюзної центральної ради професійних спілок (ВЦРПС), персональний пенсіонер республіканського значення.
З листопада 1952 року — персональний пенсіонер союзного значення в Москві.
Помер у 1957 році. Похований в Москві на Новодівочому цвинтарі (5-та ділянка).

## Нагороди
- два ордени Трудового Червоного Прапора (13.05.1955, 6.02.1956)